# Cydnus aterrimus
Cydnus aterrimus är en insektsart som först beskrevs av Forster 1771.  Cydnus aterrimus ingår i släktet Cydnus och familjen taggbeningar. Inga underarter finns listade i Catalogue of Life.

## Bildgalleri

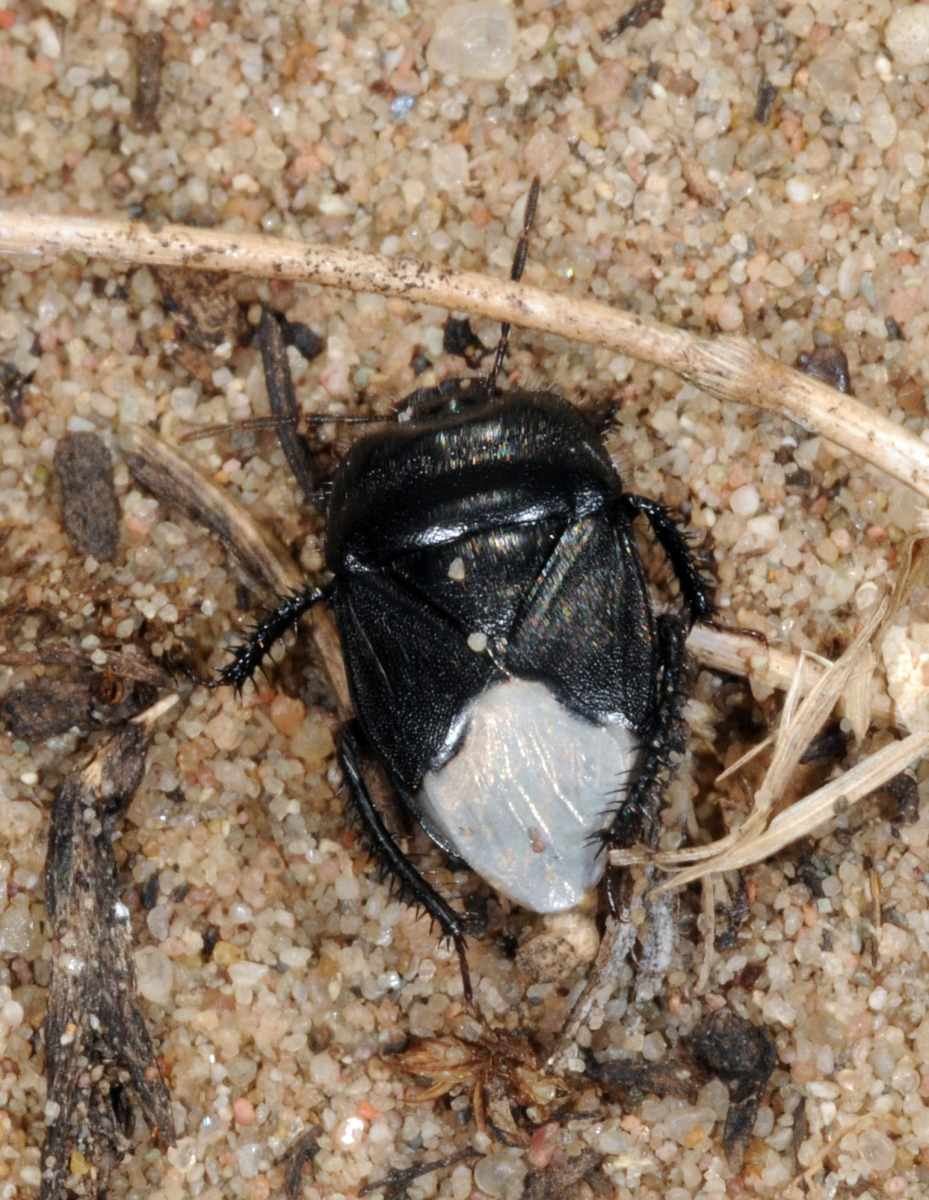
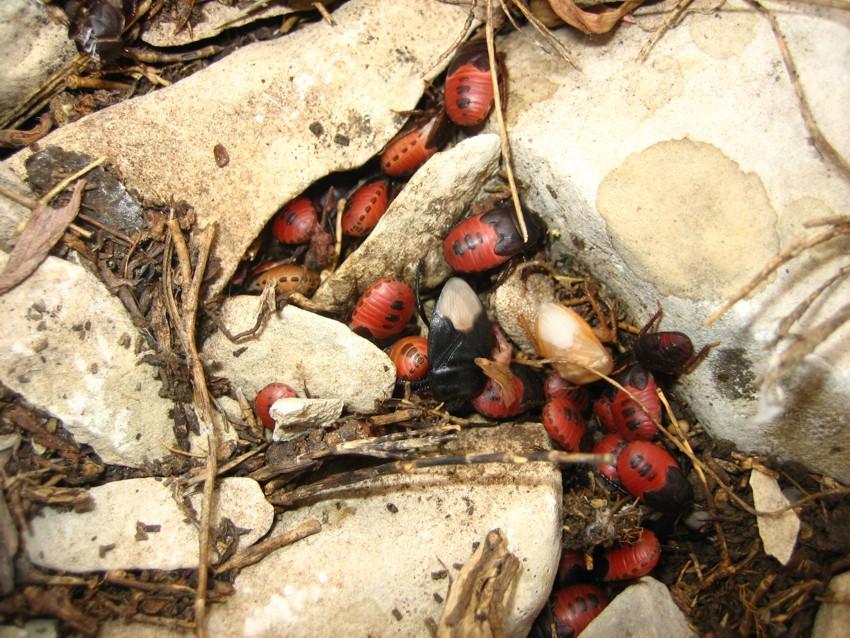
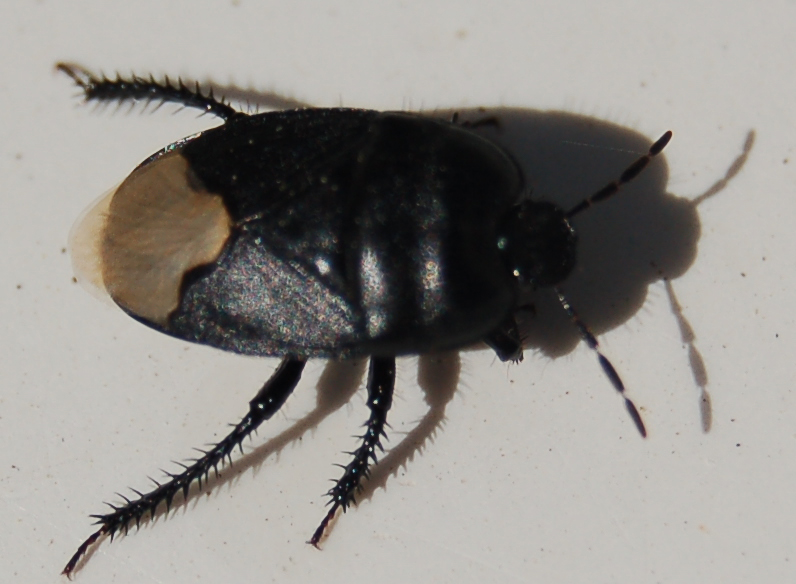